# هندلی پیج جت‌استریم
هندلی پیج اچ‌پی.۱۳۷ جت‌استریم یک هواپیمای مسافربری کوچک دو توربوپراپ با بدنه تحت فشار است. این هواپیما برای پاسخگویی به نیازهای بازار مسافرتی ایالات متحده و خطوط هوایی منطقه ای طراحی شده‌است. این طرح بعداً توسط بریتیش ایروسپیس به عنوان بریتیش ایروسپیس جت‌استریم ۳۱ و بریتیش ایروسپیس جت‌استریم ۳۲ بهبود یافت و دارای موتورهای توربوپراپ مختلف بود.

## کاربرها
آرژانتین
 لیبی
 کلمبیا
 دانمارک
 آلمان
 ایالات متحده آمریکا

### کاربران نظامی

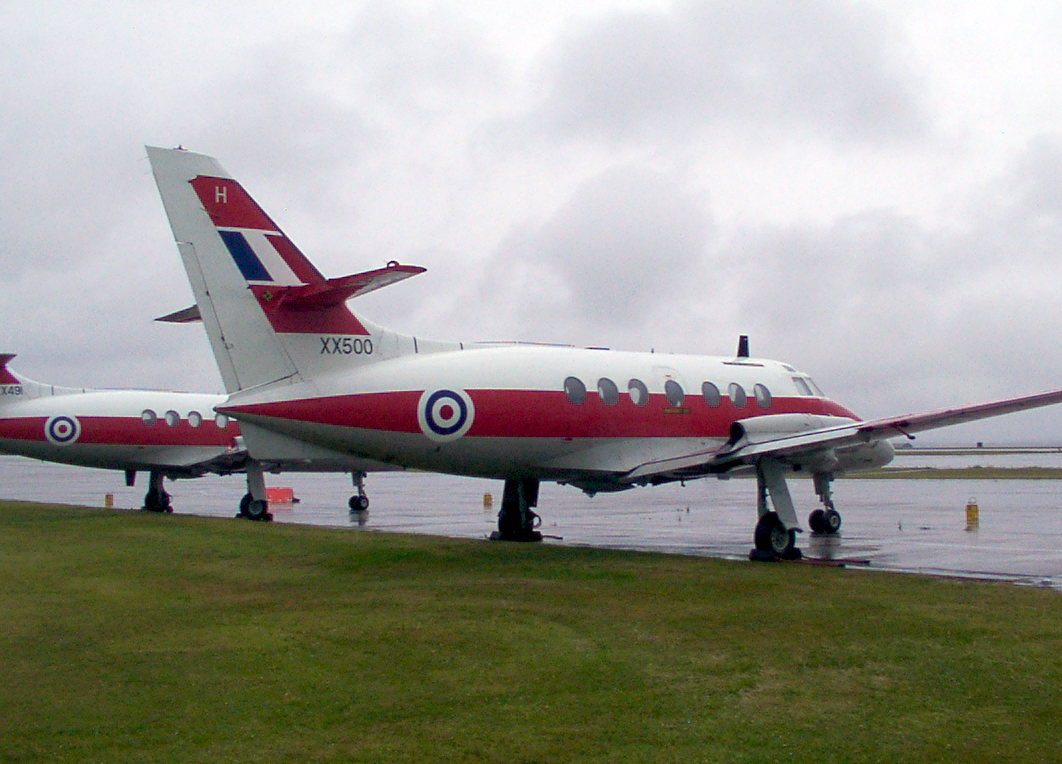
جت‌استریم تی۱ نیروی هوایی سلطنتی

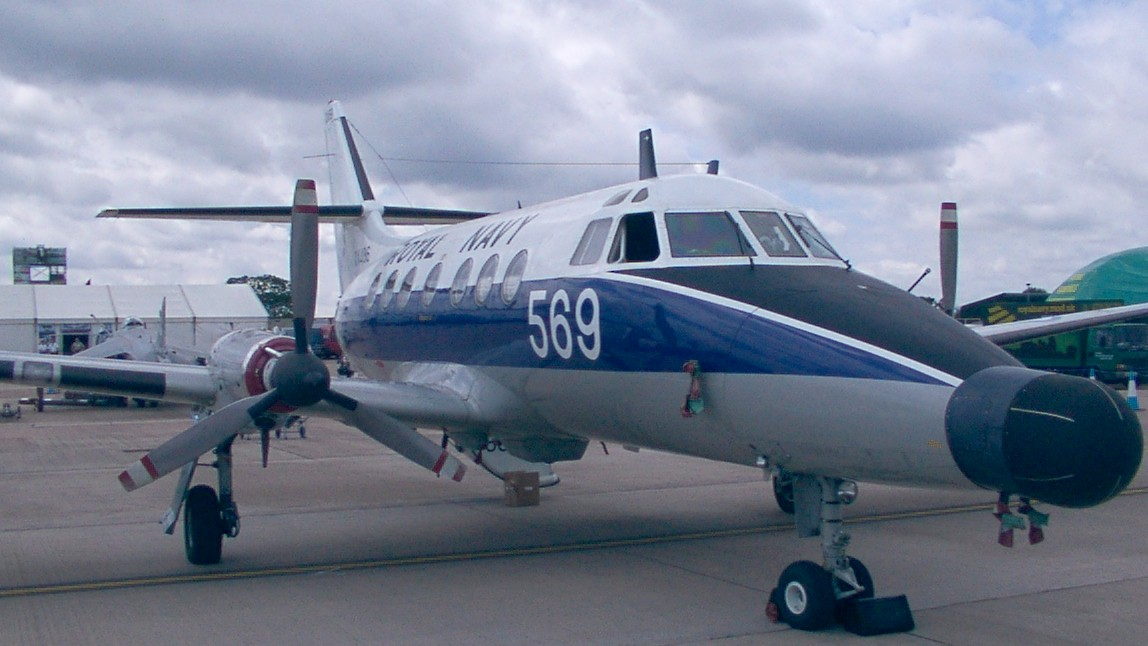
جت استریم تی۲ نیروی دریایی سلطنتی

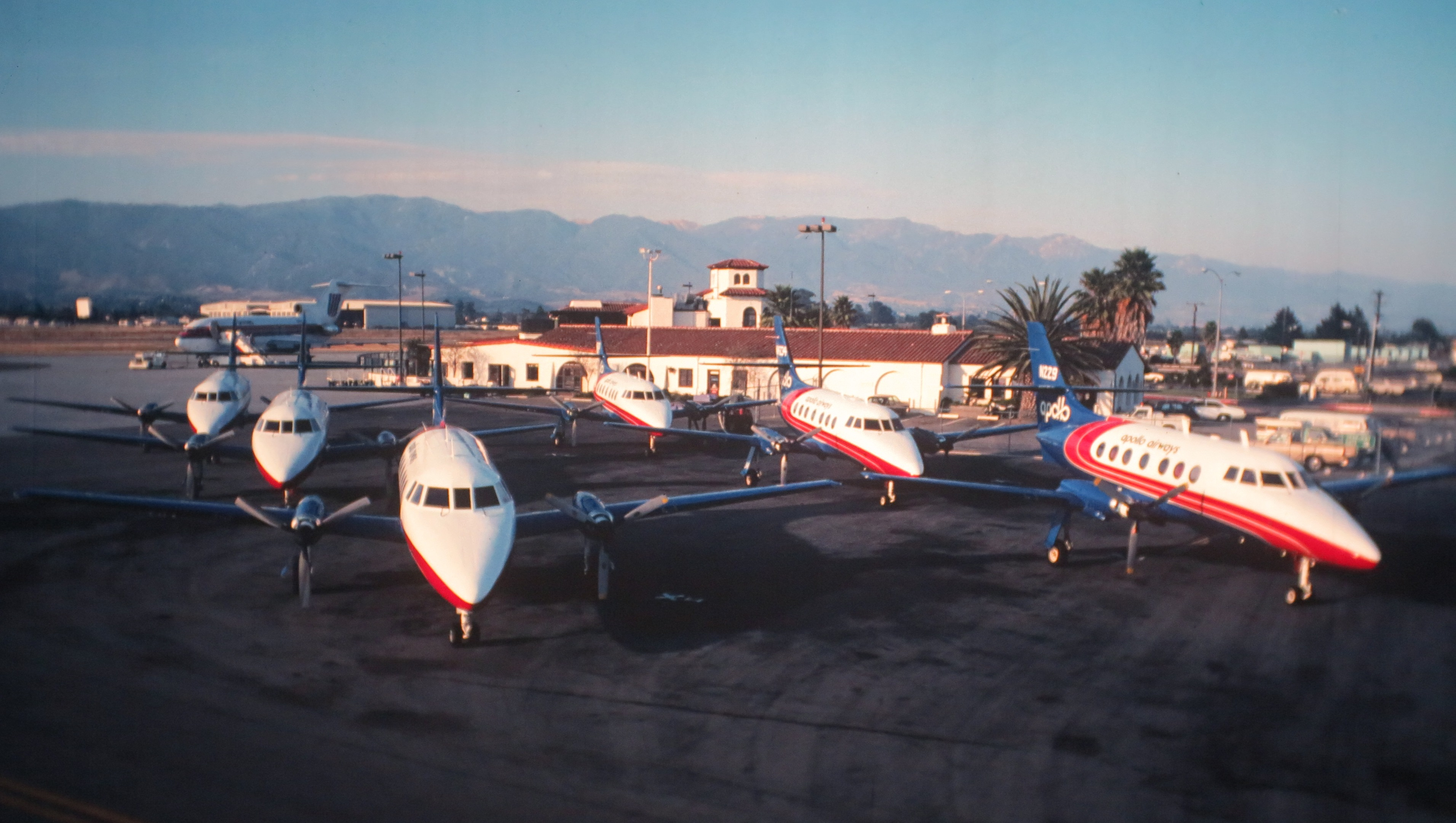
ناوگان آپولو ایرویز، سانتا باربارا کالیفرنیا

بریتانیا
 اروگوئه

## مشخصات فنی (سری ۲۰۰)
داده‌ها از Jane's All The World's Aircraft 1976–77.
ویژگی‌های عمومی
- خدمه: دو
- ظرفیت: ۱۶ مسافر
- طول: ۴۷ فوت ۲ اینچ (۱۴٫۳۷ متر)
- پهنای بال: ۵۲ فوت ۰ اینچ (۱۵٫۸۵ متر)
- ارتفاع: ۱۷ فوت ۵ اینچ (۵٫۳۲ متر)
- مساحت بال‌ها: ۲۷۰٫۰ فوت مربع (۲۵٫۰۸ متر مربع)
- وزن خالی: ۷٬۶۸۳ پوند (۳٬۴۸۵ کیلوگرم)
- بیشترین وزن برخاست: ۱۲٬۵۶۶ پوند (۵٬۷۰۰ کیلوگرم)
- ظرفیت سوخت: ۳۸۴ گالون بریتانیایی (۱٬۷۴۵ لیتر)
- پیشرانه: ۲ عدد توربوپراپ توربومکا آستازو ۱۶ سی, ۹۲۱ hp (۶۸۷ kW)  در هر موتور

عملکرد
- حداکثر سرعت: ۲۸۲ مایل بر ساعت (۴۵۴ کیلومتر بر ساعت، ۲۴۵ گره)
- سرعت کروز: ۲۶۹ مایل بر ساعت (۴۳۳ کیلومتر بر ساعت، ۲۳۴ گره) (econ cruise)
- سرعت واماندگی: ۸۸ مایل بر ساعت (۱۴۲ کیلومتر بر ساعت، ۷۶ گره) (flaps down)
- بیشینه سرعت مجاز: ۳۴۵ مایل بر ساعت (۵۵۵ کیلومتر بر ساعت، ۳۰۰ گره)
- بُرد: ۱٬۳۸۰ مایل (۲٬۲۲۰ کیلومتر، ۱٬۲۰۰ مایل دریایی)
- حداکثر ارتفاع: ۲۵٬۰۰۰ فوت (۷٬۶۰۰ متر)
- نرخ صعود: ۲٬۵۰۰ فوت بر دقیقه (۱۳ متر بر ثانیه)

## همچنین ببینید
توسعه مرتبط
- بریتیش ایروسپیس جت‌استریم ۴۱

هواگردهای با عملکرد، پیکربندی و یا دوره زمانی مشابه
- امبرائر ئی‌ام‌بی ۱۱۰ باندیرانته
- فیرچایلد اسویرنگن مترولاینر
- امبرائر/اف‌ام‌ای سی‌بی‌ای ۱۲۳ وکتور
- بیچ‌کرفت ۱۹۰۰

فهرست‌های مرتبط
- List of civil aircraft